# راقص تعري
الراقص أو الراقصة الاستعراضية (المعروفة أيضًا بـ"ستريبر")، هو شخص يعمل في مهنة تتضمن تقديم عروض تعرٍّ (ستريبتيز) في أماكن ترفيهية مخصصة للبالغين، مثل النوادي الليلية المتخصصة في هذا النوع من العروض. وفي بعض الأحيان، يتم استئجار راقصين أو راقصات لتقديم عروض خاصة في مناسبات خاصة.
تتسم أشكال التعري الحديثة بتقليل التفاعل بين المؤديين والجمهور، ما يقلل من أهمية عنصر "الإثارة التدريجية" في الأداء ويُركّز بدلًا من ذلك على سرعة خلع الملابس. لا يشعر جميع الراقصين بالراحة في الرقص وهم عراة جزئيًا أو كليًا، لكن عمومًا، تُعدّ العري الكامل أمرًا شائعًا في الأماكن التي لا تحظره بالقانون. أدى إدماج عمود الأداء كأداة رئيسية في العروض إلى تحول التركيز نحو تعبير أكثر وضوحًا وأداءً بهلوانيًا، مقارنة بالأسلوب البطيء والمتدرج في عروض "بورليسك" التقليدية.
يعمل معظم الراقصين في نوادي التعري، حيث يُعرف "الراقص المقيم" بأنه من يعمل في نادٍ معين أو سلسلة من الأندية، بينما "الراقص المميز" عادة ما يكون مشهورًا بحد ذاته ويقوم بجولات في عدة نوادٍ. وغالبًا ما لا يكون الراقصون موظفين مباشرين في هذه النوادي، بل يعملون كمقاولين مستقلين.
قبل سبعينيات القرن العشرين، كانت الراقصات في الثقافات الغربية غالبًا من النساء فقط، ويقدّمن عروضهن لجمهور من الذكور، عادة في نوادٍ ليلية. ومع ذلك، كان هناك راقصون وراقصات من جميع الأجناس يقدمون عروضًا في النوادي السرية أو كجزء من عروض مسرحية. ومنذ السبعينيات، أصبحت العروض الاستعراضية أكثر تنوعًا من حيث النوع الاجتماعي، وأصبح الراقصون الذكور جزءًا معروفًا من الترفيه المخصص للجمهور النسائي. وغالبًا ما تكون عروضهم راقصة بالكامل وتحتوي على رقصات مدروسة وأزياء. كما يؤدي بعض الراقصين والراقصات عروضًا مخصصة لجمهور من مجتمع المثليين ، أو لجمهور متنوع في السياقات ثنائية التوجه الجنسي.